# تروی اوانز (هنرپیشه)
تروی اوانز (انگلیسی: Troy Evans؛ زادهٔ ۱۶ فوریهٔ ۱۹۴۸) هنرپیشه اهل ایالات متحده آمریکا است. وی از سال ۱۹۸۲ میلادی تاکنون مشغول فعالیت بوده‌است.
از فیلم‌هایی که وی در آن نقش داشته است، می‌توان به ایس ونچورا: کارآگاه حیوانات، جهش ایمان، تاریکی نزدیک، مرد چمن‌زن، ترس‌آفرینان، بهشت آبی من، مردان در محل کار و کافس اشاره کرد.